# Corticifraga peltigerae
Corticifraga peltigerae är en lavart som först beskrevs av William Nylander och som fick sitt nu gällande namn av David Leslie Hawksworth och Rolf Santesson. 
Corticifraga peltigerae ingår i släktet Phragmonaevia, klassen Lecanoromycetes, divisionen sporsäcksvampar och riket svampar. Arten är reproducerande i Sverige.